# Giải César cho phim đầu tay hay nhất
Giải César cho phim đầu tay hay nhất là một giải César dành cho các phim đầu tay của một đạo diễn được bầu chọn là hay nhất.
Giải này được lập ra từ năm 1982, với tên ban đầu là Giải César cho tác phẩm đầu tay hay nhất (tiếng Pháp: César de la meilleure première œuvre). Tới năm 2000, thay bằng tên Giải César cho tác phẩm hư cấu đầu tay hay nhất (César de la meilleure première œuvre de fiction). Cuối cùng, từ năm 2006 tới nay, đổi thành Giải César cho phim đầu tay hay nhất (César du meilleur premier film).
Dưới đây là danh sách các phim đoạt giải:

### Giải César cho tác phẩm đầu tay hay nhất
- 1982: Jean-Jacques Beineix, phim Diva
- 1983: Romain Goupil, - Mourir à trente ans
- 1984: Euzhan Palcy, - Rue Cases-Nègres
- 1985: Richard Dembo, - La Diagonale du fou
- 1986: Mehdi Charef, - Le Thé au harem d'Archimède
- 1987: Régis Wargnier, - La Femme de ma vie
- 1988: Serge Meynard, - L'Œil au beurre noir
- 1989: Étienne Chatiliez, - La vie est un long fleuve tranquille
- 1990: Éric Rochant, - Un monde sans pitié
- 1991: Christian Vincent, - La Discrète
- 1992: Marc Caro & Jean-Pierre Jeunet, - Delicatessen
- 1993: Cyril Collard, - Les Nuits fauves
- 1994: Trần Anh Hùng, - Mùi đu đủ xanh
- 1995: Jacques Audiard, - Regarde les hommes tomber
- 1996: Didier Bourdon & Bernard Campan, - Les Trois Frères
- 1997: Sandrine Veysset, - Y aura-t-il de la neige à Noël?
- 1998: Alain Chabat, - Didier
- 1999: Bruno Podalydès, - Dieu seul me voit

### Giải César cho tác phẩm hư cấu đầu tay hay nhất
- 2000: Emmanuel Finkiel, phim Voyages
- 2001: Laurent Cantet, - Ressources humaines
- 2002: Danis Tanovic, - No Man's Land
- 2003: Zabou Breitman, - Se souvenir des belles choses
- 2004: Julie Bertucelli, - Depuis qu'Otar est parti...
- 2005: Gilles Porte & Yolande Moreau, - Quand la mer monte...

### Giải César cho phim đầu tay hay nhất
- 2006: Le Cauchemar de Darwin của Hubert Sauper
- 2007: Je vous trouve très beau của Isabelle Mergault
- 2008: Persépolis của Marjane Satrapi & Vincent Paronnaud
- 2009: Il y a longtemps que je t'aime của Philippe Claudel
  - Home của Ursula Meier
  - Mascarades của Lyes Salem
  - Pour elle của Fred Cavayé
  - Versailles của Pierre Schoeller